# 鄭彥華
鄭彦華，五代十国南唐官员，汀州宁化水茜乡郑家坊人。
祖父、父亲都是福建諸州刺史。鄭彦華隶属于節度使李弘義帳下，曾经射殺乳虎，以勇聞。唐元宗出兵攻福州，大將王崇文派李興登樓車大罵李弘義，李弘義派郑彦華生擒李興，郑彦華夜李出城，埋伏在壕傍，天明后，李興还是大罵不已，鄭彦華用鈎子抓住李興，挾他登城，城上鼓譟，李弘義大喜。王崇文撤军。一年后，劍州刺史陳誨率领水軍攻閩，鄭彦華屯守候官，吴越国军队被陈誨所敗，鄭彦華以本部归降陈誨。陈誨任命他为軍校。后周攻打淮南，鄭彥華大小百餘戰，身上有五十餘处創伤。官至鎮海軍節度使，加同平章事。後主李煜末年，宋军自采石渡江，後主命鄭彥華督水军萬人，又派别將杜貞率步兵萬人一起拒戰。杜貞力戰，鄭彥華擁兵不救，杜貞大敗。到南唐灭亡，没有治鄭彦華之罪。鄭彦華归顺北宋，担任右千牛衛將軍，参与征伐太原、幽州，無功，歷任諸衛將軍，至左千牛衛大將軍。七十三岁去世。其子郑文宝。